# 王詔 (宋朝)
王詔，字景献，宋朝真定人，王化基的孙子，王举元的儿子。
王詔以荫补官，通判广信军，知博州。宋哲宗元祐年间，擢升为开封府推官。以度支郎中，使契丹，对接遵礼。宋徽宗崇宁年间，由大理少卿升为大理卿，转任司农卿。在滁州时，曾请苏轼书写《醉翁亭碑》，被御史弹劾，罢主崇福宫，改知汝州。历直秘阁，太府卿、刑部侍郎、工部侍郎、兵部侍郎，户部侍郎，转任开封尹等。当时其子王璹摄西京河南尹，父子两京相望，时人以为荣。官至工部尚书，以银青光禄大夫致仕。去世时，年七十九岁。